# (34439) 2000 SG45
2000 SG45 (asteroide 34439) é um asteroide da cintura principal. Possui uma excentricidade de 0.02659420 e uma inclinação de 11.00268º.
Este asteroide foi descoberto no dia 21 de setembro de 2000 por LINEAR em Socorro.